# Kľúčovec

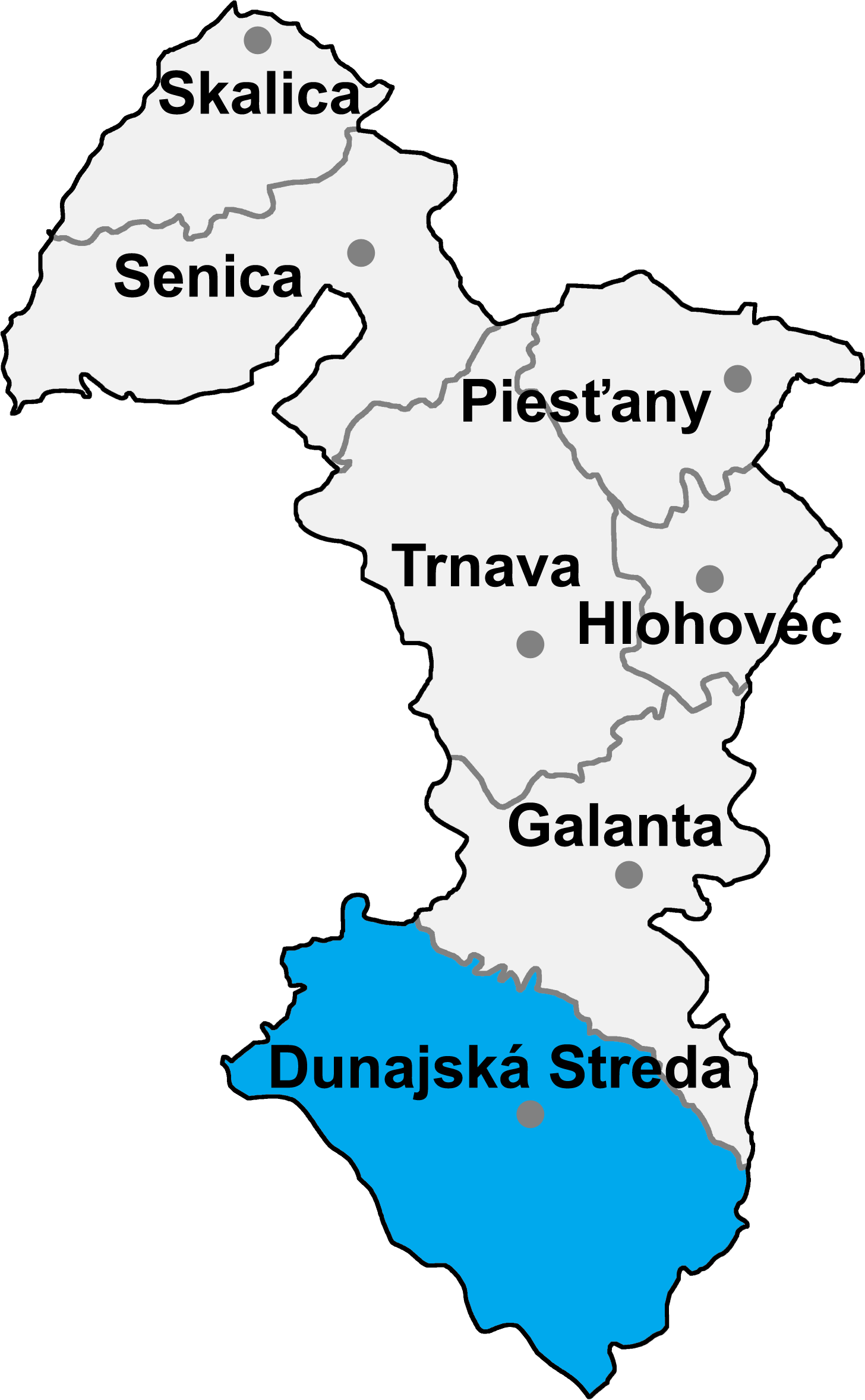
Localização de Dunajská Streda (distrito) na Trnava (região)

O Distrito eslovaco de Kľúčovec  é um dos sessenta e quatro municípios que formam a Distrito de Dunajská Streda, situada em Região de Trnava, Eslováquia.

## Demografia
| Ano:        | 1994 | 2004   | 2014   | 2024   |
| ----------- | ---- | ------ | ------ | ------ |
| Broj ljudi: | 359  | 387    | 365    | 345    |
| Razlika:    |      | +7,79% | -5,68% | -5,47% |

| Ano:               | 2023 | 2024   |
| ------------------ | ---- | ------ |
| Número de pessoas: | 348  | 345    |
| Diferença:         |      | -0,86% |